# 타이베이 북경찰서

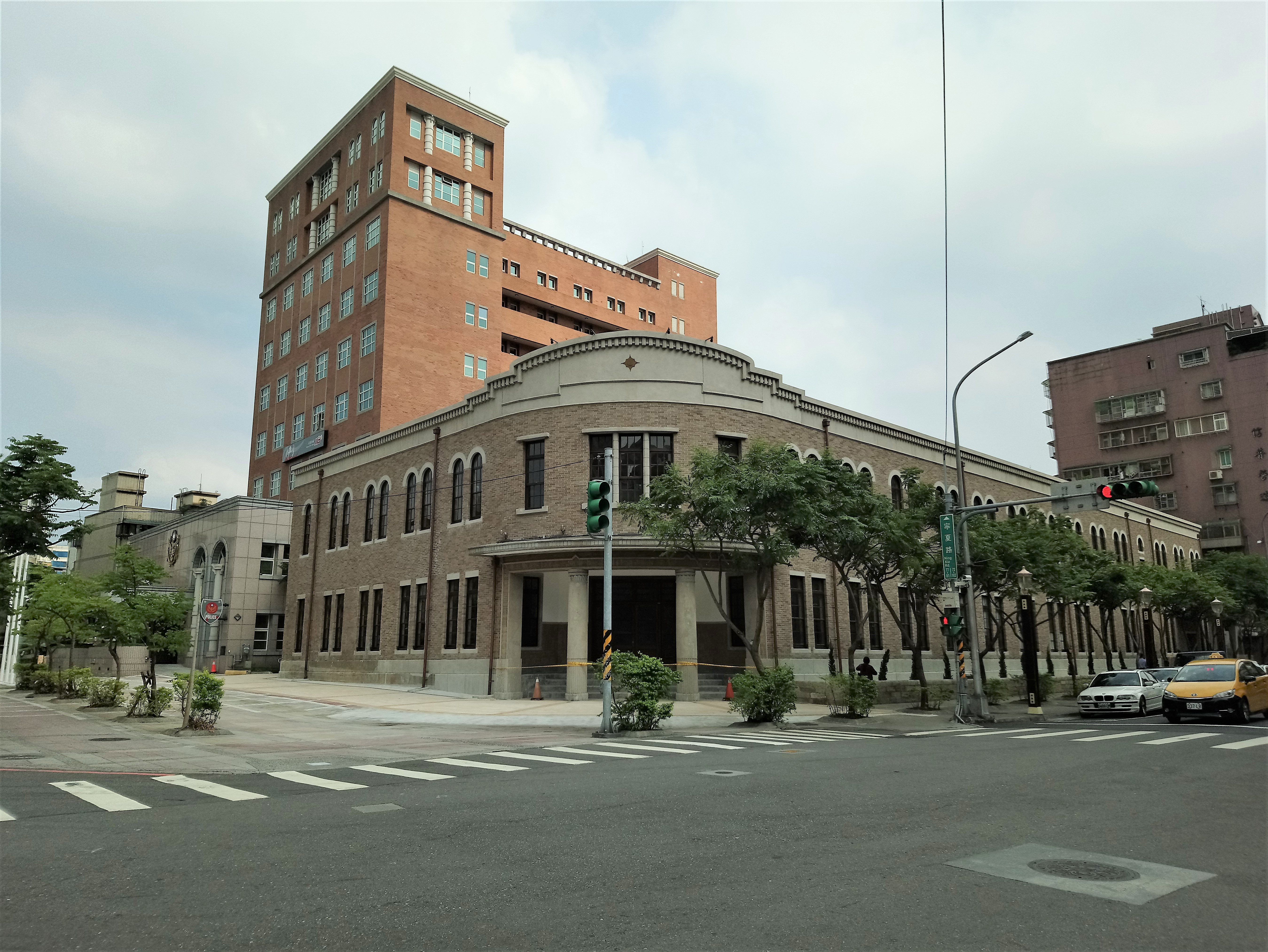
타이베이 북경찰서

타이베이 북경찰서 (대북북경찰서, 臺北北警察署)는 타이베이시 대동구에 있는 건물이다. 현재 타이베이시 경찰국 대동 분국이 이 건물이 사용하고 있다. 1933년 일본이 타이베이 성 북문 이북 지역을 관리하기 위해 설립하였다. 콘크리트로 만든 3층 건물이고, 외벽으로 사용된 석재는 1900년에 철거된 타이베이 성의 석재를 재활용한 것이다.
1945년 일본이 패망하고 현재까지 타이베이시 경찰국 대동 분국이 경찰서 건물을 사용하고 있다. 대동 분국이 다른 건물로 이전하면, 이 건물에 경찰 박물관이 들어서고 사적으로 지정할 예정이다.